# Podul Brooklyn
Podul Brooklyn este unul dintre cele mai vechi poduri suspendate din Statele Unite. Finalizat în 1883, leagă cartierele Manhattan si Brooklyn din New York City, traversând East River. Având 1.825 m lungime , a fost cel mai lung pod suspendat din lume de la deschiderea sa și până în 1903, și primul pod suspendat pe cabluri din sârmă de oțel.

## Galerie

Podul Brooklyn noaptea

Podul Brooklyn în 2008
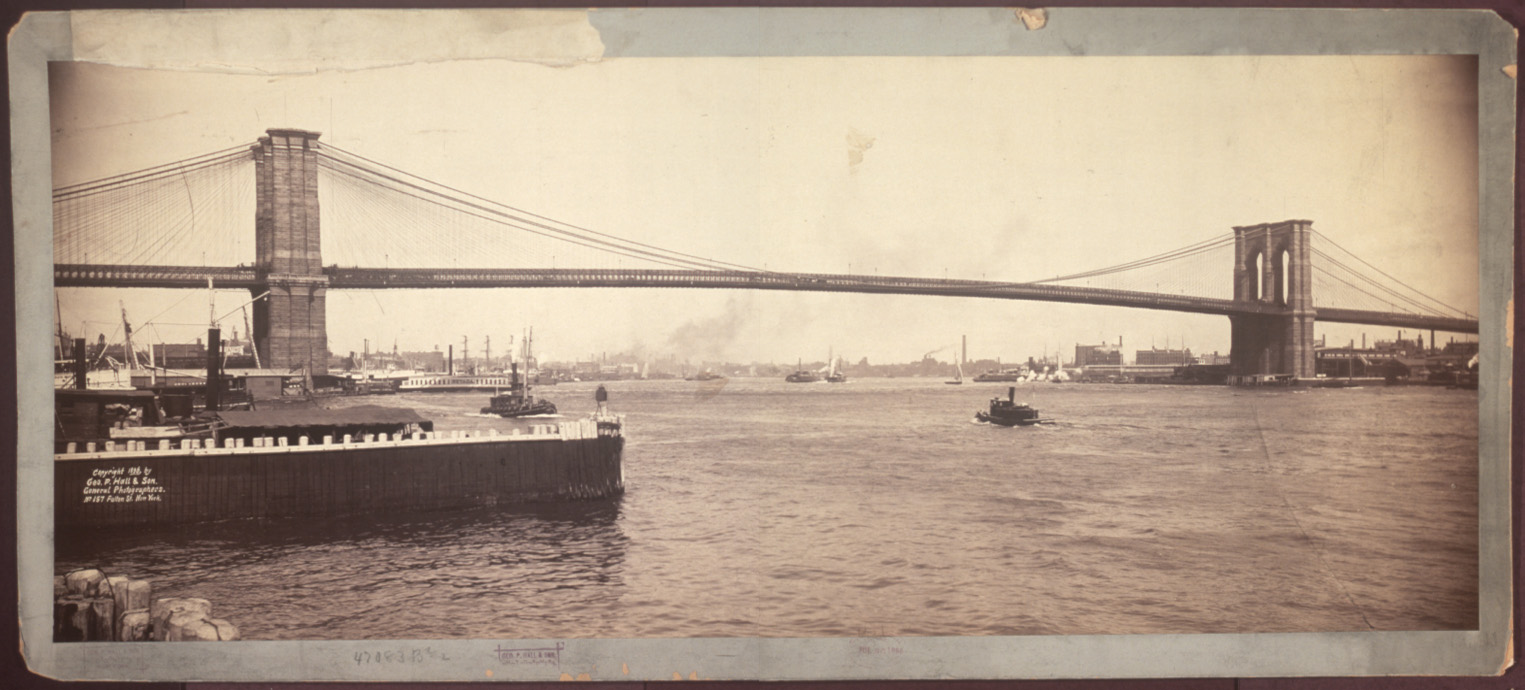
Podul Brooklyn în 1896
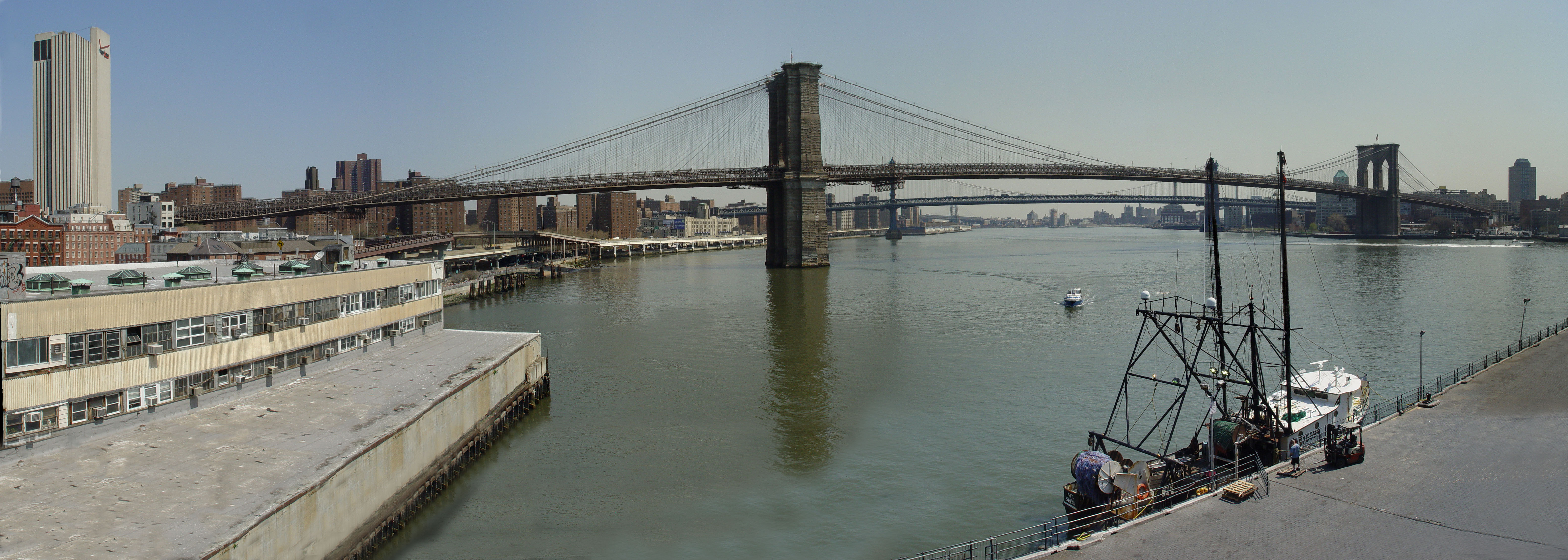
Podul Brooklyn
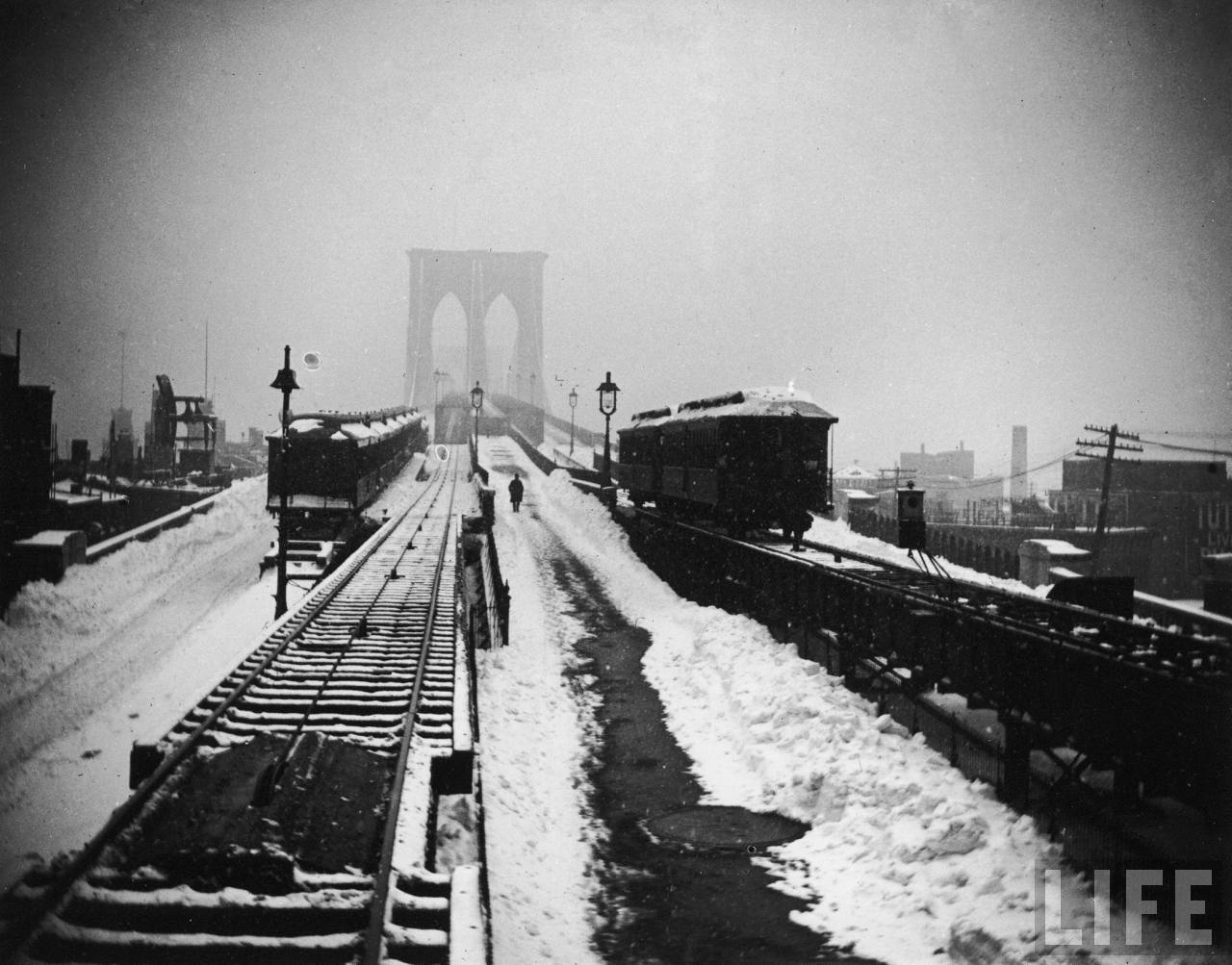
Podul Brooklyn sub zăpadă în 1888
Podul Brooklyn în 2006
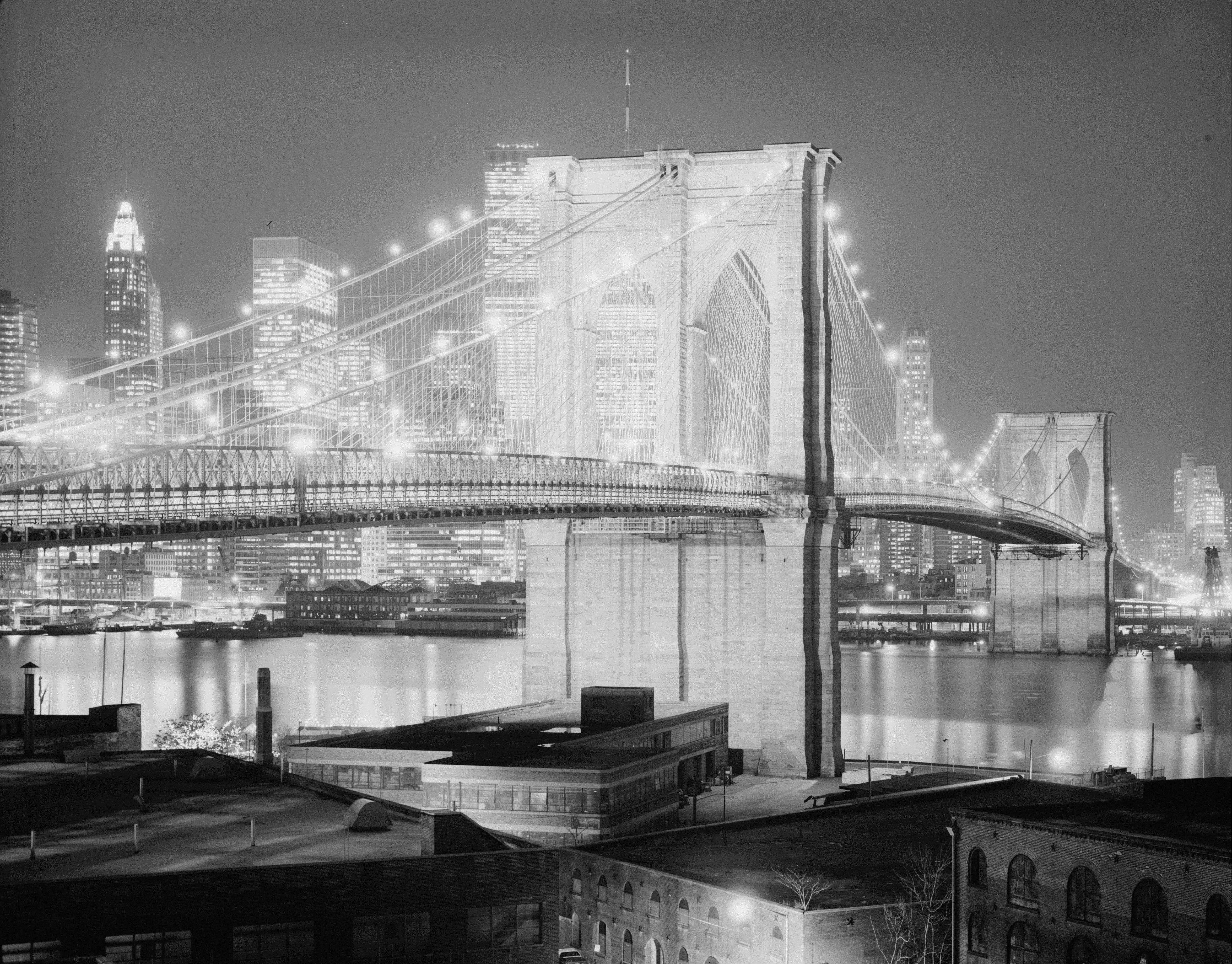
Podul Brooklyn în 1982
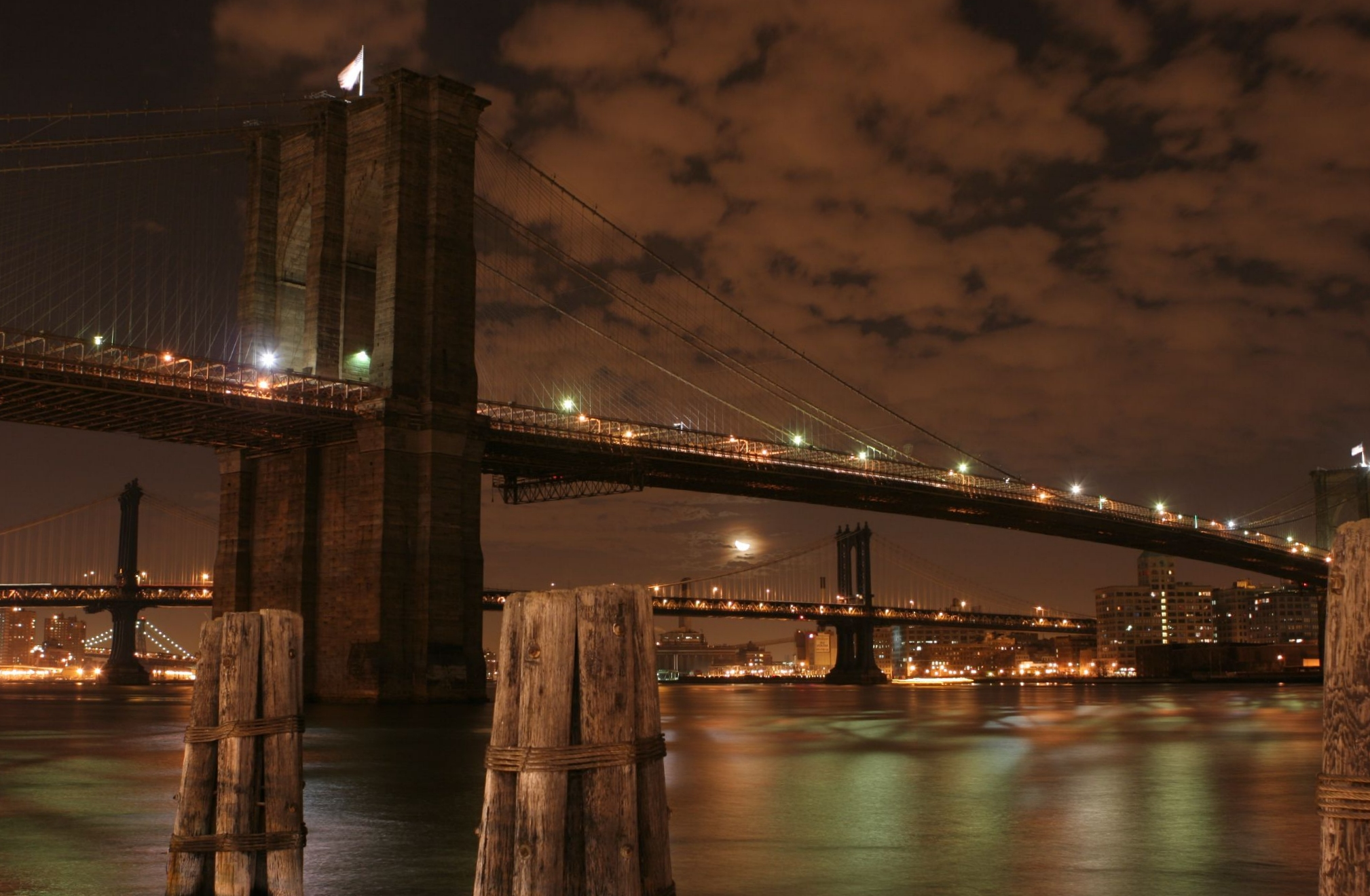
Podul Brooklyn, noaptea, în 2000
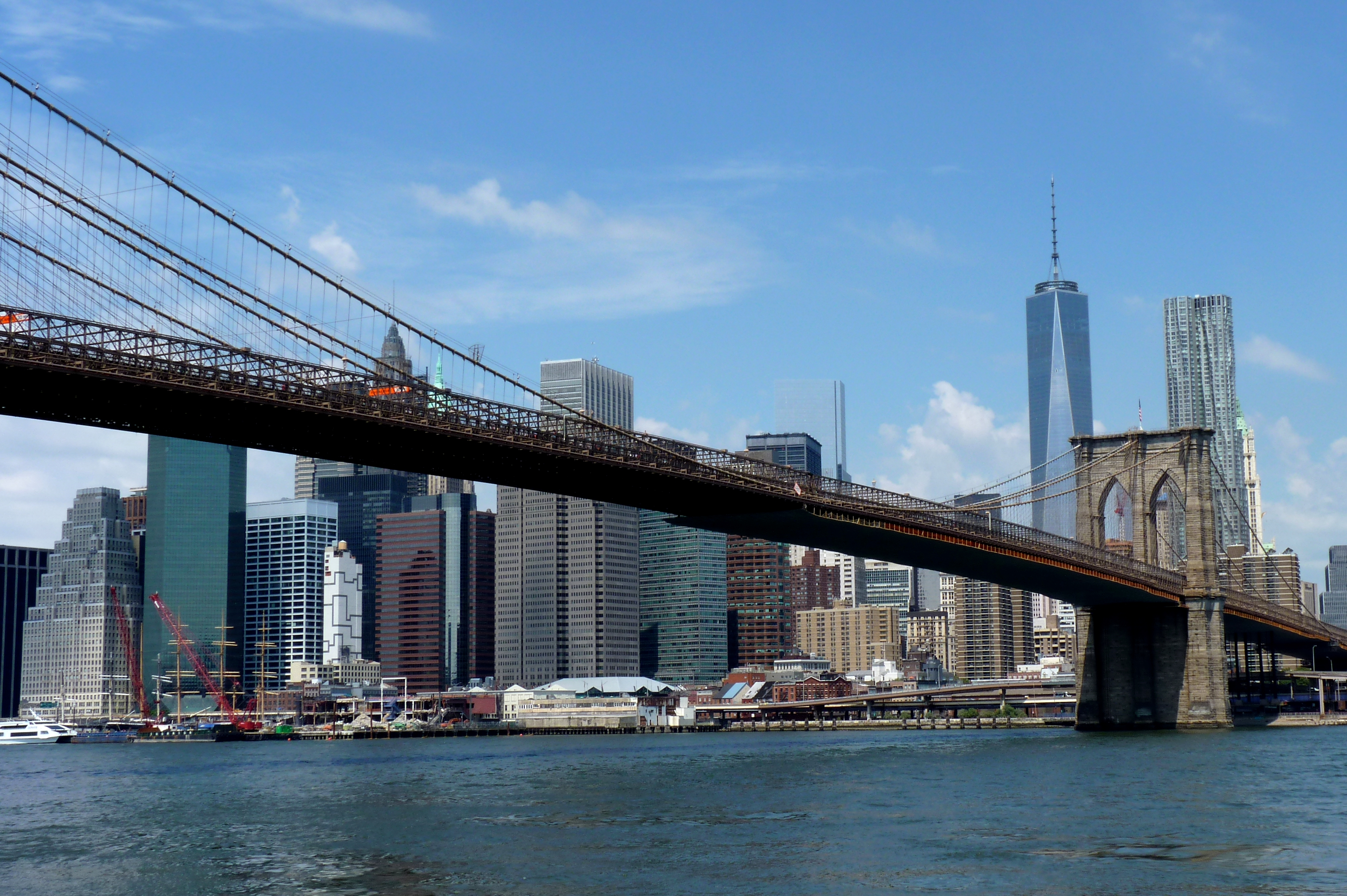
Podul Brooklyn în 2014